# Seignal
Le Seignal (ou ruisseau du Bernardou dans sa partie amont) est un ruisseau du sud de la France qui coule en région Nouvelle-Aquitaine, dans les départements de Lot-et-Garonne, de la Dordogne et de la Gironde.

## Géographie
Le Seignal (ou le ruisseau du Bernardou) prend sa source vers 125 mètres d'altitude sur la commune de Loubès-Bernac en Lot-et-Garonne. Après environ 500 mètres, il s'écoule vers le nord-ouest et va servir de limite sur 11 kilomètres aux départements de Lot-et-Garonne à l'ouest et de Dordogne à l'est. Sur les huit kilomètres suivants, il marque la limite entre Gironde à l'ouest et Dordogne à l'est avant d'entrer définitivement en Gironde où il passe en bordure ouest de Saint-Avit-Saint-Nazaire avant de se jeter dans la Dordogne, un kilomètre et demi plus à l'ouest.
Sa longueur totale est de 22 km.

## Affluents

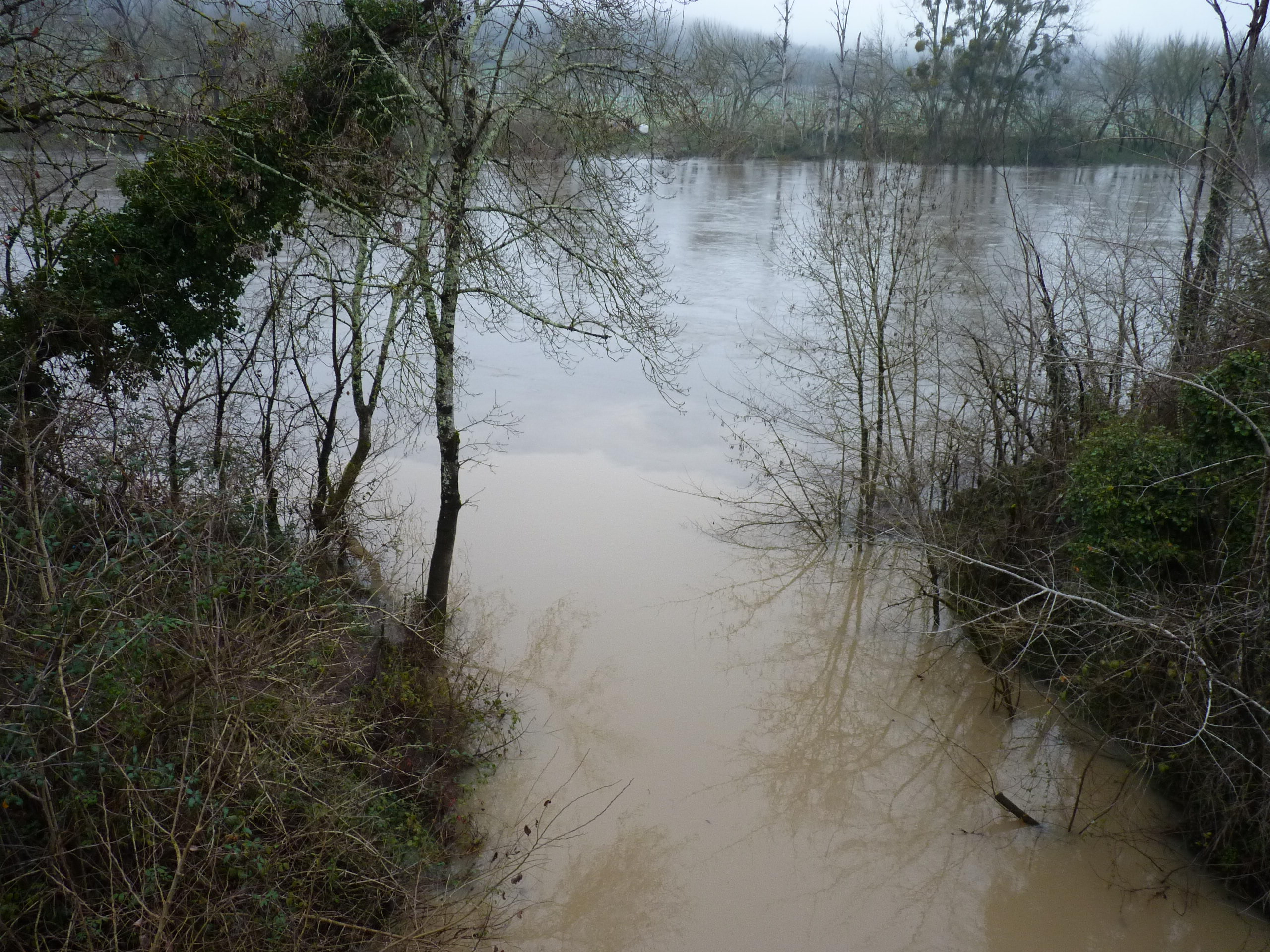
Le Seignal en crue se jette dans la Dordogne

Le Service d'administration nationale des données et référentiels sur l'eau (SANDRE) et le Système d'Information sur l'Eau du Bassin Adour Garonne (SIEAG) ont répertorié 18 affluents et sous-affluents du Seignal.
| - Les affluents du Seignal. |

Dans le tableau ci-dessous se trouvent : le nom de l'affluent ou sous-affluent, la longueur du cours d'eau, son code SANDRE, des liens vers les fiches SANDRE, SIEAG et vers une carte dynamique d'OpenStreetMap qui trace le cours d'eau.
| Le Seignal | 21,9 km | P54-0430 | « Fiche SANDRE » | Fiche SIEAG | OpenStreetMap |

| Inconnu                | 1,6 km | P5451060 | « Fiche SANDRE » | Fiche SIEAG | OpenStreetMap |
| Inconnu                | 1,1 km | P5451070 | « Fiche SANDRE » | Fiche SIEAG | OpenStreetMap |
| Inconnu                | 1,2 km | P5451050 | « Fiche SANDRE » | Fiche SIEAG | OpenStreetMap |
| Inconnu                | 1,1 km | P5451040 | « Fiche SANDRE » | Fiche SIEAG | OpenStreetMap |
| Ruisseau de la Malaise | 4,0 km | P5450500 | « Fiche SANDRE » | Fiche SIEAG | OpenStreetMap |
| Ruisseau des Auvergnats | 1,6 km | P5450510 | « Fiche SANDRE » | Fiche SIEAG | OpenStreetMap |
| Ruisseau de la Fonchotte | 2,3 km | P5450520 | « Fiche SANDRE » | Fiche SIEAG | OpenStreetMap |
| Inconnu                  | 1,7 km | P5451030 | « Fiche SANDRE » | Fiche SIEAG | OpenStreetMap |
| Inconnu                  | 1,4 km | P5451010 | « Fiche SANDRE » | Fiche SIEAG | OpenStreetMap |
| Inconnu | 1,4 km | P5451020 | « Fiche SANDRE » | Fiche SIEAG | OpenStreetMap |
| Inconnu             | 1,2 km  | P5451000 | « Fiche SANDRE » | Fiche SIEAG | OpenStreetMap |
| Ruisseau de Fonlade | 2,0 km  | P5450550 | « Fiche SANDRE » | Fiche SIEAG | OpenStreetMap |
| Le Moiron           | 14,1 km | P5460500 | « Fiche SANDRE » | Fiche SIEAG | OpenStreetMap |
| Inconnu                        | 1,3 km | P5461020 | « Fiche SANDRE » | Fiche SIEAG | OpenStreetMap |
| Inconnu                        | 2,1 km | P5461010 | « Fiche SANDRE » | Fiche SIEAG | OpenStreetMap |
| Inconnu                        | 1,4 km | P5461000 | « Fiche SANDRE » | Fiche SIEAG | OpenStreetMap |
| Le Marmant                     | 6,7 km | P5460510 | « Fiche SANDRE » | Fiche SIEAG | OpenStreetMap |
| Ruisseau des Prés de la Catine | 1,9 km | P5460520 | « Fiche SANDRE » | Fiche SIEAG | OpenStreetMap |

## Départements et communes traversés
D'amont vers l'aval :
- Lot-et-Garonne : Loubès-Bernac
- Dordogne : Thénac, Monestier, Razac-de-Saussignac
- Gironde : Ligueux, Saint-Philippe-du-Seignal, Saint-Avit-Saint-Nazaire